# BigBlueButton
BigBlueButton是一套執行於GNU/Linux的自由软件網路會議系統。除了各種網路會議服務以外，它還與許多主要的學習與內容管理系統整合。BigBlueButton也是开放源代码促进会的成員。

## 功能
BigBlueButton實作了許多與商業網路會議系統類似的核心功能，但以開放原始碼授權條款授權。這些核心功能包含了音訊／視訊共享、有白板功能的簡報（如指示器、縮放與繪圖）、公開與私人聊天、群組聊天室、分享螢幕、使用FreeSWITCH的整合式VoIP以及支援PDF文件與Microsoft Office文件的簡報功能。  
BigBlueButton是純粹的HTML5客戶端。其使用網路瀏覽器對WebRTC的支援來傳送／接收音訊、視訊與畫面。

## 使用者類型
在BigBlueButton的會話中會有兩種類型的使用者：觀眾與主持人。
作為觀眾，使用者可以加入語音會議、分享他們的網路攝影機、舉手及與其他人聊天。若為主持人，使用者可以對其他人靜音／取消靜音、從會話中踢出任何使用者與讓任何使用者變成當下的演講者。演講者可以上傳投影片並控制簡報。

## 架構
BigBlueButton前端使用React，而後端則是使用MongoDB與Node.js。它也使用了開放原始碼的鍵值對儲存軟體Redis來維護會議、與會者以及其他相關資訊的內部清單。

## 歷史
2007年，本專案透過科技創新管理計畫在卡爾頓大學啟動。
第一個版本是由Richard Alam在Tony Bailetti的監督之下編寫（一開始稱為Blindside專案）。
2009年，Richard Alam、Denis Zgonjanin與Fred Dixon將BigBlueButton的原始碼上傳到Google Code並成立了Blindside Networks，這是一家致力於向BigBlueButton社群提供付費支援與服務的傳統開放原始碼商業模式的公司。
2010年，核心開發者新增了一個白板，用來對上傳的簡報新增註釋。Jeremy Thomerson新增了一個應用程式介面(API)，BigBlueButton社群隨後就將其用於整合Sakai
、WordPress、Moodle 1.9、Moodle 2.0、Joomla、Redmine、Drupal、Tiki Wiki CMS Groupware、Foswiki與LAMS。Google接受BigBlueButton加入2010年的Google夏日程式碼大賽。為了鼓勵其他人做出貢獻，核心開發者將原始碼從Google Code移動到GitHub。專案並表明其會建立獨立的BigBlueButton基金會來監督其未來發展。
2011年，核心開發者宣佈他們將在BigBlueButton 0.80中加入錄製與播放的功能。
2020年，專案釋出了BigBlueButton 2.2，將客戶端與伺服器完全重寫以支援HTML5。
BigBlueButton的名稱與其開發初衷有關，亦即召開網路會議應該要像按下一顆虛構的大型藍色按鈕那樣簡單。

## 第三方整合
- Canvas（學習管理系統）
- Chamilo（學習管理系統）
- DoceboLMS（軟體即服務／雲端學習管理系統）
- Drupal（內容管理系統）
- ILIAS（學習管理系統）
- Moodle（學習管理系統）
- Mattermost（網路聊天服務）
- OpenOLAT（學習管理系統）
- Sakai（學習管理系統）
- Tiki Wiki CMS Groupware（內容管理系統）
- Qwerteach（軟體即服務／輔導平臺）
- WordPress（內容管理系統）
- KampüsProject（學習管理系統）
- CollaboratorLMS（學習管理系統）

## 外部連結
- 官方网站